# World Cup Willie (maskota)
World Cup Willie je bila uradna maskota Svetovnega prvenstva v nogometu 1966. Predstavlja antropomorfnega leva po imenu Willie, oblečenega v majico z zastavo Združenega kraljestva in besedami »WORLD CUP« (»SVETOVNO PRVENSTVO«). 
World Cup Willie je bil prva uradna maskota kakega Svetovnega prvenstva v nogometu. 